# Annam
Annam (Anām, Ngannam oversat: det beroligede syden) var en fransk vasalstat på østsiden af Bagindien.

## Grænser, areal og indbyggertal
Annam grænsede mod nord og syd til de daværende franske kolonier Tonkin og Cochinkina, mod øst til Det Sydkinesiske Hav, mens vandskellet mellem Mekong og havet dannede grænsen mod den mod vest liggende franske vasalstat Laos. Arealet var 159.890 km2 med 5.542.822 indbyggere i 1911. Kysten var i det nordlige Annam overvejende flad og sandet, mod syd derimod klippefuld med mange bugter og skær. Den største del af landet var bjergfuld og opfyldes af den anamesiske cordillera, som strækker sig fra nord mod syd. Ved 16° nordlig br. dannes en bjergkæde mod øst af gnejs og krystallinske skifre med massiver af granit og diorit. Længere mod vest ligger yngre sedimenter. Under 20° n. br. skal Pu San nå en højde af 2.760 m; Sydvest for Huế ligger Pu Atuat (2.500 m) og længere mod syd flere toppe på ca. 2.000 m.

## Klima
Klimaet er tropisk. Hovedstaden Huế har i middeltemperatur for februar 19,7 °C, for juni og august 29,5 °C, for juli 29,0 °C. Middelekstremerne er 12,1 °C og 40,4 °C. Luftfugtigheden er meget stor, hvorfor heden virker særdeles ubehagelig på europæerne. Om vinteren er nordøstpassaten den hyppigste vind, om sommeren monsunen fra sydvest. Ved kysten mærkes dog mest den regelmæssige skiften af søvind om dagen og landvind om natten. Regnmængden er meget stor, i Huế årlig 259,1 cm. Den mest regnfyldte måned er oktober, den mindst regnfyldte er marts. Ingen måned kan dog betegnes som meget fattig på regn.

## Terræn
Bjerglandet er bevokset med tropisk regnskov, de løvfældende teakskove mangler derimod.

## Befolkningsforhold
I bjergene levede en del fåtallige stammer af oprindelig kultur så som moi, gedang og davak. Kystlandets langt talrigere befolkning er anamesere, et folk af den mongolide racegruppe.

### Sprog
Sproget hos Ammans indbyggere hørte som flertallet af de bagindiske sprog til enstavelsessprogene. Skriften var dannet efter kinesisk forbillede.

### Religion
Religionen var den samme som i Kina, en sammenblanding af buddhisme og dyrkning af forfædrenes ånder. Som morallære fulgtes Konfutses forskrifter. Af katolske kristne fandtes ca. 300.000.

### Kultur
Kulturen var i høj grad påvirket af Kina. Klædedragten var den gammelkinesiske. Mændene bar brogede, hvide benklæder og en bluse med vide ærmer. Kvindernes overklædning nåede til anklerne. Som stof brugtes bomuld eller silke. Mændene går med langt hår, som blev sat op bagtil. Som hovedbeklædning brugtes turban eller stråhat.
Husene byggedes af træ eller bambus.

### Næringsveje
Agerbrug var hovederhverv. Landet havde store skove, men få områder egnede til risdyrkning. Der dyrkedes ris, yams, sesam, kokosnødder, bomuld, sukker, peber, kanel, kaffe, te, indigo, tobak og andet. Kvægavlen var ubetydelig. Der holdtes svin og bøfler samt køer, geder og får. Silkeavlen var der imod betydelig.
Landet var rigt på mineraler. Der fandtes guld, sølv, tin, kobber, zink, jern og kul. Håndværket var ubetydeligt. Handelen er mest i hænderne på kinesere. Der udførtes ris, fisk, peber, kanel, malme.
Udførselvarer var ved århundredeskiftet kanel, silke, rotang, bomuld, sukker og tobak. De vigtigste importvarer var ris, bomuldstøj, opium og papir. Hele indførslen udgjorde i 1896 4,2 mio. francs og udførslen 6,6 mio. francs. De vigtigste havne var Turán (Tourane), Kuang-(Quang)-ngai og Qui-nhon.
Jernbanernes længde var ved århundredeskiftet ca. 2.398 km.

## Styre
Amman styredes forhen af en hersker, der lige som den kinesiske kejser betragtedes som Himlens Søn, og uindskrænket hersker. En mængde overordnede og underordnede mandariner udøvede magten mer eller mindre vilkårlig. Efter, at landet var kommet under fransk protektorat, var den franske resident blevet en meget vigtig faktor i landets styrelse.
Huế havde status af hovedstad. Fra 1899 var Annam inddelt 13 provinser.
Budgettet havde 1912 en størrelse af 7,5 mio. franc.

## Historie
I de ældste tider synes Annam at være beboet af folk med en indisk kultur, men efter at Amman med Tonkin og Cochinkina i 214 f.Kr. blev erobret af Kina, begyndte kinesisk kultur at fortrænge den indiske. I de følgende århundrede var Amman officielt et lydland under Kina men reelt ofte selvstændigt. I 1428, efter en tyveårig krig, erobrede en mand fra Tonkin ved navn Leh området og gjorde sig til selvstændig fyrste over Tonkin og Annam, og i 1476 blev også Cochinkina erobret. Kina beholdt dog stadig af navn overherredømmet over Amman. Riget delte sig snart i et nordligt rige, Tonkin, og et sydligt med hovedstad i Huế.
I 1777 blev herskerdynastiet styrtet, men en prins fra dette, Gia-long, vendte sig i 1787 til Frankrig med en anmodning om hjælp mod at afstå byen Turán samt øen Pulo-Condor ud for Mekongs delta samt at give franskmændene handelsfriheder i sit land. Efterfølgende indsatte en fransk flåde ham til hersker i Annam. Gia-long døde i 1820.
Under hans efterfølgere udbrød kristenforfølgelser. I 1847 viste sig en fransk flåde, og da kongen ikke ville gå ind på Frankrigs fordringer til beskyttelse af de kristne, blev Ammans flåde beskudt og næsten helt ødelagt. Kristenforfølgelserne fortsatte imidlertid, og efter at underhandlinger og militære ekspeditioner på foranledning af Napoleon III intet havde udrettet, blev krigen for alvor begyndt i 1861, og den endte med, at Amman måtte afstå provinserne nærmest nord for Mekongs delta, Kochinkina, samt Cambodja, hvorved grunden lagdes til det senere franske Indokina.
I 1867 blev selve deltaet afstået, og det franske Cochinkina (22.000 km2) blev udvidet med de sydligere provinser Vinh-long, Chandoc og Hatien til omkring 60.000 km2.
Franskmændene havde håbet på i Mekong at finde en vandvej til det indre Bagindien og Sydkina. Da det imidlertid viste sig, at Mekong kort oven for deltaet spærres af strømhvirvler, begyndte de at vende blikket mod Tonkin. I 1873 sejlede en fransk flotille op ad Songka for at rense Tonkin for sørøvere, og ved en traktat med Amman fik Frankrig ret til at besætte Songkas delta. I 1882 afsendtes en ekspedition til Tonkin, som bemægtigede sig Hanoi. Herved kom Frankrig i krig med friskarer af det gule og sorte flag, fordrevne kinesiske skarer fra Taiping-oprøret, ligesom Kina, på opfordring af kongen af Amman, påberåbte sig sit overherredømme og lod en hær rykke ind i Tonkin. Efter flere nederlag for franskmændene besluttede de sig til at gå energisk frem. Hues søforter ødelagdes af en fransk flåde, og Tonkin erobredes. Den hidtidige hersker, Tu-duk, døde i 1883 og blev efterfulgt af Hiep-hoa, som den 6. juni 1884 sluttedes et forlig, hvorved Tonkin blev afstået til Frankrig, og resten af Amman blev fransk vasalstat. Officielt var landet fortsat selvstændigt med sin fyrste bosat i Huế, men de annamitiske embedsmænd udøvede deres funktioner under kontrol af fransmænd, som tillige alene forvaltede toldvæsen, offentlige arbejder og andre forvaltningsgrene, som forudsatte samlet ledelse eller anvendelse af europæiske embedsmænd og ingeniører. En fransk generalresident holdt til i Huế med sine medhjælpere og en militær hærstyrke.
Efter flere opstande syntes landet i begyndelsen af 1900-tallet at være kommet til ro.